# Graptophyllum sessilifolium
Graptophyllum sessilifolium är en akantusväxtart som beskrevs av A. C. Smith. Graptophyllum sessilifolium ingår i släktet Graptophyllum och familjen akantusväxter. Inga underarter finns listade i Catalogue of Life.